# Rory Delap
Pour les articles homonymes, voir Delap.
Rory Delap est un footballeur international irlandais né le 6 juillet 1976 à Sutton Coldfield (Angleterre), qui évoluait au poste de milieu de terrain.

## Biographie
Sa spécialité est d'effectuer des touches directes longues et puissantes qui se transforment en corners dangereux. Ses touches longues sont mondialement connues et de nombreux joueurs essaient de le copier sans succès. En effet, les particularités de ses touches sont la distance mais surtout la puissance et la trajectoire tendue du ballon. Il doit cette spécialité à son passé de lanceur de javelot.
Il dispute avec le club de Stoke City les seizièmes de finale de la Ligue Europa en 2012, contre le Valence CF.
Le 18 juillet 2013, il rejoint Burton FC. Il annonce sa retraite le 16 décembre 2013.
Il dispute un total de 359 matchs en Premier League, inscrivant 23 buts. Delap inscrit deux doublés en Premier League : tout d'abord le 30 octobre 1999, avec Derby County, lors de la réception de Chelsea (victoire 3-1), puis le 30 octobre 2004, avec Southampton, sur la pelouse d'Arsenal (score : 2-2).
Rory Delap reçoit onze sélections en équipe d'Irlande entre 1998 et 2004, sans inscrire de but. Il joue son premier match le 25 mars 1998, en amical contre la Tchéquie (défaite 2-1 au stade Andrův). Il reçoit sa dernière sélection le 31 mars 2004, en amical contre cette même équipe (victoire 2-1 à Lansdowne Road).
Il est le père de l’attaquant formé à Manchester City, Liam Delap.

## Palmarès
- Carlisle United
  - League Two
    - Vainqueur : 1997

  - Football League Trophy
    - Vainqueur : 1997